# Бу-бам
Бу-бам музикален перкусионен инструмент от групата на мембранофонните инструменти.
Състои се от пластмасови тръби с изкуствени (пластмасови) кожи само в единия край. В миналото е бил изработван от бамбук, а кожите са били от коза. Височината на тона зависи основно от дължината на корпуса.
Името идва от английското Boo-Bam. Предвид това, че първите инструменти са имали бамбуков корпус през 1954 в Майл Вали, Калифорния, използвали игра на думи – разменяли местата на сричките на думата бамбук (англ. bamboo) като бу-бам (англ. boobam) и така наричали тези инструменти, което впоследствие се налага и като име.